# Ahab (groupe)
Ahab est un groupe allemand de funeral doom metal, originaire de Heidelberg et Bade-Wurtemberg. Il est formé en 2004 par les deux guitaristes du groupe Midnattsol. Le nom du groupe provient du nom du capitaine dans le livre de Herman Melville, Moby Dick. Sa musique et ses paroles sont également inspirées par la thématique du livre (de la littérature et de l'océan).

## Historique
Le groupe est formé en 2004 par les deux guitaristes du groupe Midnattsol. En fin d'année, avec une seule chanson d'écrite, Christian Hector et Daniel Droste décidaient de former le groupe. Le bassiste Stephan Adolph se joint peu après à la formation, et avec l'aide du batteur de session Cornelius Althammer, enregistrent leur premier single, The Stream. Le 15 avril 2005, après plusieurs mois de répétitions, la première démo du groupe, The Oath, est publiée. La démo se limite à 300 exemplaires et comprend leur première chanson, The Stream. Près d'un an et demi plus tard, The Call of the Wretched Sea, le premier album studio du groupe est publié au label Napalm Records.
Après la sortie de The Call of the Wretched Sea, le groupe tourne significativement en Europe. En 2008, peu après leur apparition au festival Summer Breeze Open Air de Dinkelsbühl, en Allemagne, le bassiste Stephan Adolph quitte le groupe pour des « raisons personnelles ». Il est rapidement remplacé par Stephan Wandernoth, membre du groupe Dead Eyed Sleeper auquel le batteur, Cornelius, appartient également.
Leur nouvel album, The Divinity of Oceans, est publié en juillet 2009.
En avril 2012, Ahab annonce un troisième album studio, intitulé The Giant, à paraître à la fin de 2012. L'annonce comprend la liste des chansons ainsi que la couverture de l'album,.
Ahab publie alors l'album, The Boats of the "Glen Carrig", le 28 août 2015. Il s'agit d'un album-concept inspiré du livre éponyme de William Hope Hodgson,.

## Membres

### Membres actuels
- Daniel Droste – chant, guitare, claviers (depuis 2004)[1]
- Christian Hector – guitare (depuis 2004)[1]
- Cornulius Althammer – batterie (depuis 2004)[1]
- Stephan Wandernorth – basse (depuis 2008)[1]

### Ancien membre
- Stephan Adolph – basse, guitare, chant (2004-2008)[1]